# Raz w roku w Skiroławkach
Raz w roku w Skiroławkach − dwutomowa powieść obyczajowa Zbigniewa Nienackiego wydana po raz pierwszy w roku 1983.
Akcja powieści rozgrywa się w fikcyjnej wsi Skiroławki na Mazurach, której pierwowzorem jest Jerzwałd. Poruszająca tematy psychologiczne, kryminalne i społeczne powieść największą sławę zyskała dzięki wątkom obyczajowym oraz opisowi życia seksualnego mieszkańców Skiroławek. Nienacki nawiązał również do mazurskich legend (postać kłobuka), problemów integracji na Mazurach po II wojnie światowej oraz wątków autobiograficznych.

## Wydania
- Wydawnictwo Pojezierze, Olsztyn 1983 (wydanie dwutomowe: t. 1 ss. 351, t. 2 ss. 371)
- Wydawnictwo Pojezierze, Olsztyn 1984 (wydanie dwutomowe: t. 1 ss. 350, t. 2 ss. 370)
- IV - Wydawnictwo Pojezierze, Olsztyn 1986 (wydanie jednotomowe, ss. 496)
- Wydawnictwo Pojezierze, Olsztyn 1987 (wydanie dwutomowe: t. 1 ss. 240, t. 2 ss. 252)
- Oficyna Wydawnicza „Warmia”, Olsztyn b.d.w. (wydanie jednotomowe)

## Niezrealizowane scenariusze filmowe
Filmowcy dwukrotnie interesowali się ekranizacją powieści Raz w roku w Skiroławkach. Powstały dwa scenariusze, które znajdują się w zbiorach Filmoteki Narodowej.
- W 1984 roku adaptacji powieści podjął się Janusz Kidawa. Scenariusz oparty na motywach powieści Zbigniewa Nienackiego nosił tytuł Noc mieszania krwi.[2] Scenariusz otrzymał negatywne recenzje i film nie wszedł do produkcji.
- W 2003 roku, na podstawie książki, Jan Węglowski przygotował dwa scenariusze – scenariusz filmu fabularnego i scenariusz serialu telewizyjnego, składającego się z pięciu odcinków. Współautorem scenariusza serialu był Janusz Petelski. Nadzór artystyczny nad jednym i drugim scenariuszem sprawował Janusz Kijowski.[3]